# 1461 Jean-Jacques
1461 Jean-Jacques là một tiểu hành tinh vành đai chính với chu kỳ quỹ đạo là 2018.2528546 ngày (5.53 năm).
Tiểu hành tinh được phát hiện ngày 30 tháng 12 năm 1937.